# Thierrens

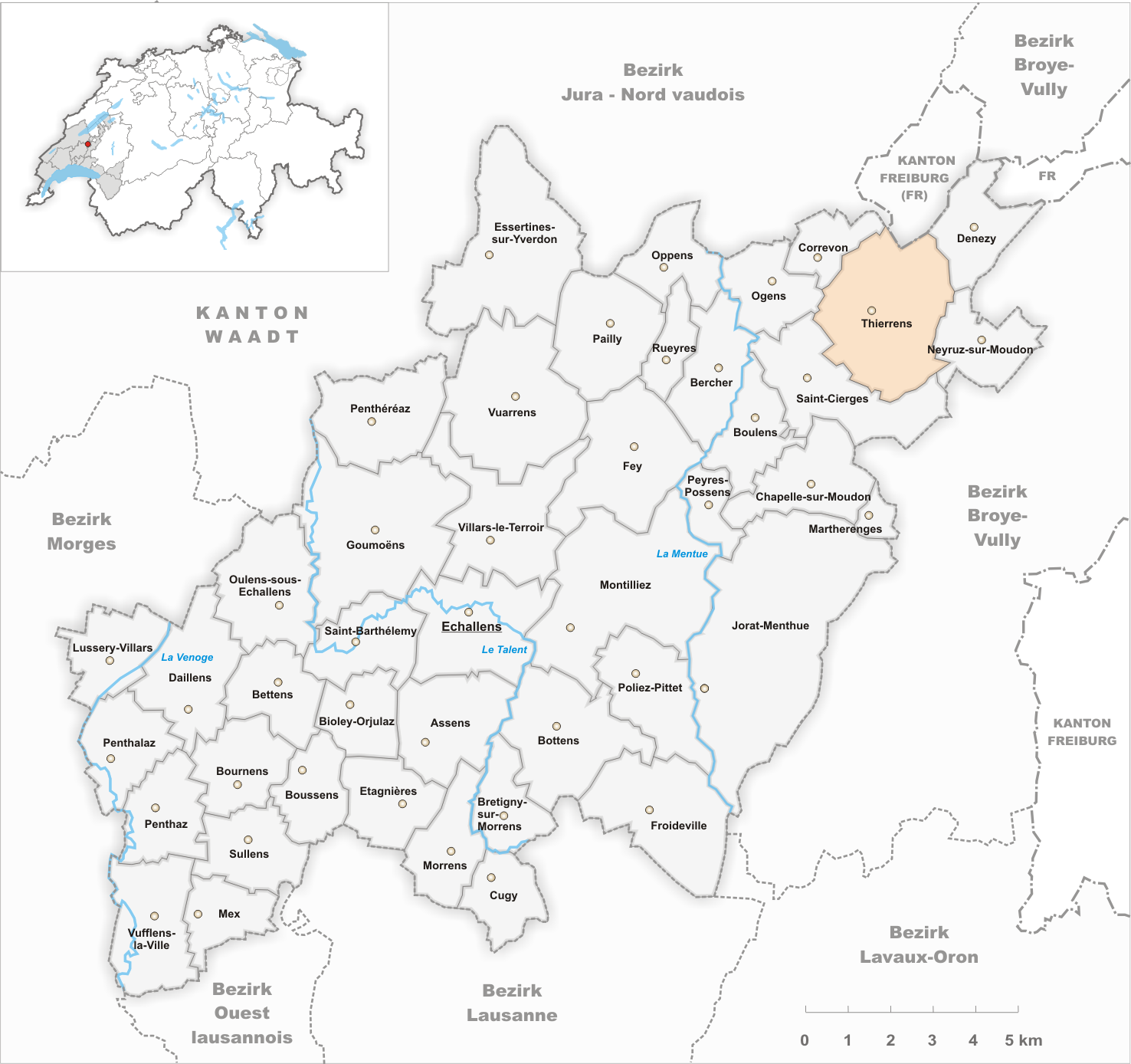
Gemeindestand vor der Fusion am 31. Dezember 2012

Thierrens war bis am 31. Dezember 2012 eine politische Gemeinde im Distrikt Gros-de-Vaud des Kantons Waadt in der Schweiz.
Am 1. Januar 2013 fusionierte sie mit den Gemeinden Chanéaz, Chapelle-sur-Moudon, Correvon, Denezy, Martherenges, Neyruz-sur-Moudon, Peyres-Possens und Saint-Cierges zur neuen Gemeinde Montanaire.

## Geographie
Thierrens liegt auf 768 m ü. M., 24 Kilometer nordöstlich der Kantonshauptstadt Lausanne (Luftlinie). Das Haufendorf erstreckt sich auf einem leicht nach Nordwesten geneigten Hang, auf einem Hochplateau in der nördlichen Fortsetzung des Jorat, im nördlichen Waadtländer Mittelland.
Die Fläche des 8,7 km² grossen ehemaligen Gemeindegebiets umfasst einen Abschnitt des Molassehügellandes zwischen der Mentue und dem mittleren Broyetal. Der ehemalige Gemeindeboden erstreckt sich auf der durchschnittlich auf 780 m ü. M. gelegenen Hochfläche, welche die Wasserscheide zwischen diesen beiden Flüssen bildet. Im Norden wird das Hochplateau durch den Wald Bois de la Rigne (810 m ü. M.), im Süden durch die waldbedeckten Hügel La Commounaille (852 m ü. M.) und Vusery (mit 855 m ü. M. der höchste Punkt von Thierrens) begrenzt. Im Westen reicht das Gebiet in das Tal der Augine (Zufluss der Mentue). Nach Osten erstreckt sich die ehemalige Gemeindefläche in das Quellgebiet der Cerjaule, in den Bois des Tailles und in das Quellgebiet der Lembe mit den Wäldern von Chalembert und Pessounet. Von der ehemaligen Gemeindefläche entfielen 1997 5 % auf Siedlungen, 23 % auf Wald und Gehölze und 72 % auf Landwirtschaft.
Zu Thierrens gehören zahlreiche Einzelhöfe auf der Hochfläche. Nachbargemeinden von Thierrens waren Denezy, Neyruz-sur-Moudon, Saint-Cierges, Ogens und Correvon im Kanton Waadt sowie die Exklave Vuissens im Kanton Freiburg.

## Bevölkerung
Mit 619 Einwohnern (Stand: 31. Dezember 2012) gehörte Thierrens zu den kleineren Gemeinden des Kantons Waadt. Von den Bewohnern sind 92,2 % französischsprachig, 3,8 % portugiesischsprachig und 2,3 % deutschsprachig (Stand 2000). Die Bevölkerungszahl von Thierrens belief sich 1850 auf 720 Einwohner, 1900 auf 607 Einwohner. Danach wurde bis 1970 durch starke Abwanderung eine weitere Abnahme um rund 40 % auf 375 Einwohner verzeichnet; seither stieg die Bevölkerungszahl wieder deutlich an.

## Wirtschaft
Thierrens war bis Mitte des 20. Jahrhunderts ein vorwiegend durch die Landwirtschaft geprägtes Dorf. Noch heute haben der Ackerbau, der Obstbau und die Viehzucht eine gewisse Bedeutung in der Erwerbsstruktur der Bevölkerung. Seit den 1950er Jahren haben sich einige Handwerks- und Dienstleistungsbetriebe, darunter ein medizinisches Versorgungszentrum, in Thierrens niedergelassen. Durch die Erstellung von Einfamilienhäusern in den letzten Jahrzehnten hat sich das Dorf auch zu einer Wohngemeinde entwickelt. Einige Erwerbstätige sind deshalb Wegpendler, die teilweise bis Moudon, Lausanne und Yverdon-les-Bains zur Arbeit fahren.

## Verkehr
Die ehemalige Gemeinde ist verkehrstechnisch recht gut erschlossen. Sie liegt am Kreuzungspunkt der Strassen von Yverdon nach Moudon sowie von Lausanne via Thierrens nach Granges-près-Marnand. Als wichtiger Kreuzungspunkt ist Thierrens durch Postautokurse nach Moudon, Yverdon, Echallens, Bercher und Froideville an das Netz des öffentlichen Verkehrs angebunden.

## Geschichte
Das Gemeindegebiet von Thierrens war bereits in der Bronzezeit besiedelt. Während der Römerzeit verlief eine Strasse durch das heutige Thierrens. Die erste urkundliche Erwähnung des Ortes erfolgte Anfang des 11. Jahrhunderts unter dem Namen Teoderinco. Später erschienen die Bezeichnungen Tierens (um 1150), Tyerens und Thyerens (1154), Tierrens, Thyerrens (1228) und Tierreins (1238). Der Ortsname geht auf den burgundischen Eigennamen Þeudar (Theudarius) zurück und bedeutet bei den Leuten des Þeudar.
Thierrens gehörte im Mittelalter zur Herrschaft Belmont, die unter den Herren von Grandson stand. 1229 kam das Dorf an das Lausanner Domkapitel. Mit der Eroberung der Waadt durch Bern im Jahr 1536 gelangte Thierrens unter die Verwaltung der Landvogtei Moudon.
Der Zwischenfall von Thierrens am 25. Januar 1798 war der Grund für den Einmarsch der französischen Truppen in die Schweiz und verhalf der Waadtländer Revolution zum Durchbruch. Im Januar 1798 hatte General Philippe Romain Ménard, der die französischen Truppen im Pays de Gex befehligte, der Waadt seine Unterstützung bei der Revolution gegen die Berner Herren zugesagt. Ménard sandte seinen Adjutanten Autier zu General Weiss, dem Oberhaupt der Berner Truppen, nach Yverdon, um diesen zum Verlassen des Waadtlandes aufzufordern. Autier zog zusammen mit seinen Gefolgsleuten, darunter zwei französischen Reitersoldaten, via Lausanne und Moudon nach Yverdon. Als er am 25. Januar spätabends nach Thierrens kam, entbrannte ein Streit mit den Dorfbewohnern, die sich für eine allfällige Verteidigung versammelt hatten. Im Verlauf der Auseinandersetzung wurden die zwei Reitersoldaten aus Frankreich getötet. General Ménard sah dies als Verletzung des internationalen Rechts an und nahm den Vorfall als Anlass für seinen Einmarsch in die Schweiz am 28. Januar 1798.
Nach dem Zusammenbruch des Ancien Régime gehörte Thierrens von 1798 bis 1803 während der Helvetik zum Kanton Léman, der anschliessend mit der Inkraftsetzung der Mediationsverfassung im Kanton Waadt aufging. 1798 wurde es dem Bezirk Moudon zugeteilt.

## Sehenswürdigkeiten
Die Kirche Saint-Martin wurde im 12. Jahrhundert erstmals erwähnt. Im Schiff sind Reste des romanischen Baus erhalten, der Chor ist gotisch. Bedeutend ist das Glasfenster mit der Kreuzigung (1340) im Chor; das Original befindet sich heute im Musée cantonal d'archéologie et d'histoire in Lausanne. Im 17. Jahrhundert wurde die Kirche erweitert und umgebaut. Aus dem 16. Jahrhundert stammt das Pfarrhaus. Im alten Ortskern sind einige charakteristische Bauernhäuser aus dem 18. und 19. Jahrhundert erhalten.